# Пихта кефалинийская
Пи́хта кефалини́йская, или пи́хта гре́ческая (лат. Ábies cephalónica) — вечнозелёное однодомное дерево; вид рода Пихта семейства Сосновые (Pinaceae). Естественная среда обитания — горные районы Греции, в основном, полуостров Пелопоннес и остров Кефалиния.

## Исторические сведения и название
Известно достаточно много синонимов вида Пихта кефалинийская (Abies cephalonica):
- Abies alba var. cephalonica (Loudon) K.Richt. (1890)
- Abies apollinis Halácsy (1888)
- Abies apollinis Link (1841)
- Abies apollinis var. panachaica (Heldr.) Boiss. (1884)
- Abies apollinis var. reginae-amaliae (Heldr.) Boiss. (1884)
- Abies cephalonica var. apollinis (Link) Beissn. (1887)
- Abies cephalonica var. arcadica Henkel & W.Hochst. (1865)
- Abies cephalonica var. parnassica Henkel & W.Hochst. (1865)
- Abies cephalonica var. peloponnesiaca (Haage ex K.Koch) Viguié & Gaussen (1929)
- Abies cephalonica var. reginae-amaliae (Heldr.) Beissn. (1891)
- Abies heterophylla K. Koch (1849)
- Abies panachaica Heldr. (1861)
- Abies peloponnesiaca Haage ex K.Koch (1858)
- Abies peloponnesica Haage ex Heldr. (1860)
- Abies picea var. apollinis (Link) Lindl. & Gordon (1850)
- Abies reginae-amaliae Heldr. (1860)
- Abies taxifolia hort. ex Loudon (1838)
- Picea apollinis (Link) Rauch ex Gordon (1862)
- Picea cephalonica (Loudon) Loudon (1842)
- Picea cephalonica var. panachaica (Heldr.) Lindl. (1868)
- Pinus abies var. apollinis (Link) Endl. (1847)
- Pinus abies var. cephalonica (Loudon) Christ (1863)
- Pinus abies var. panachaica (Heldr.) Christ (1863)
- Pinus apollinis (Link) Antoine (1846)
- Pinus cephalonica (Loudon) Endl. (1842)
- Pinus cephalonica var. reginae-amaliae (Heldr.) Voss (1913)
- Pinus picea var. graeca Fraas (1845)

## Ботаническое описание

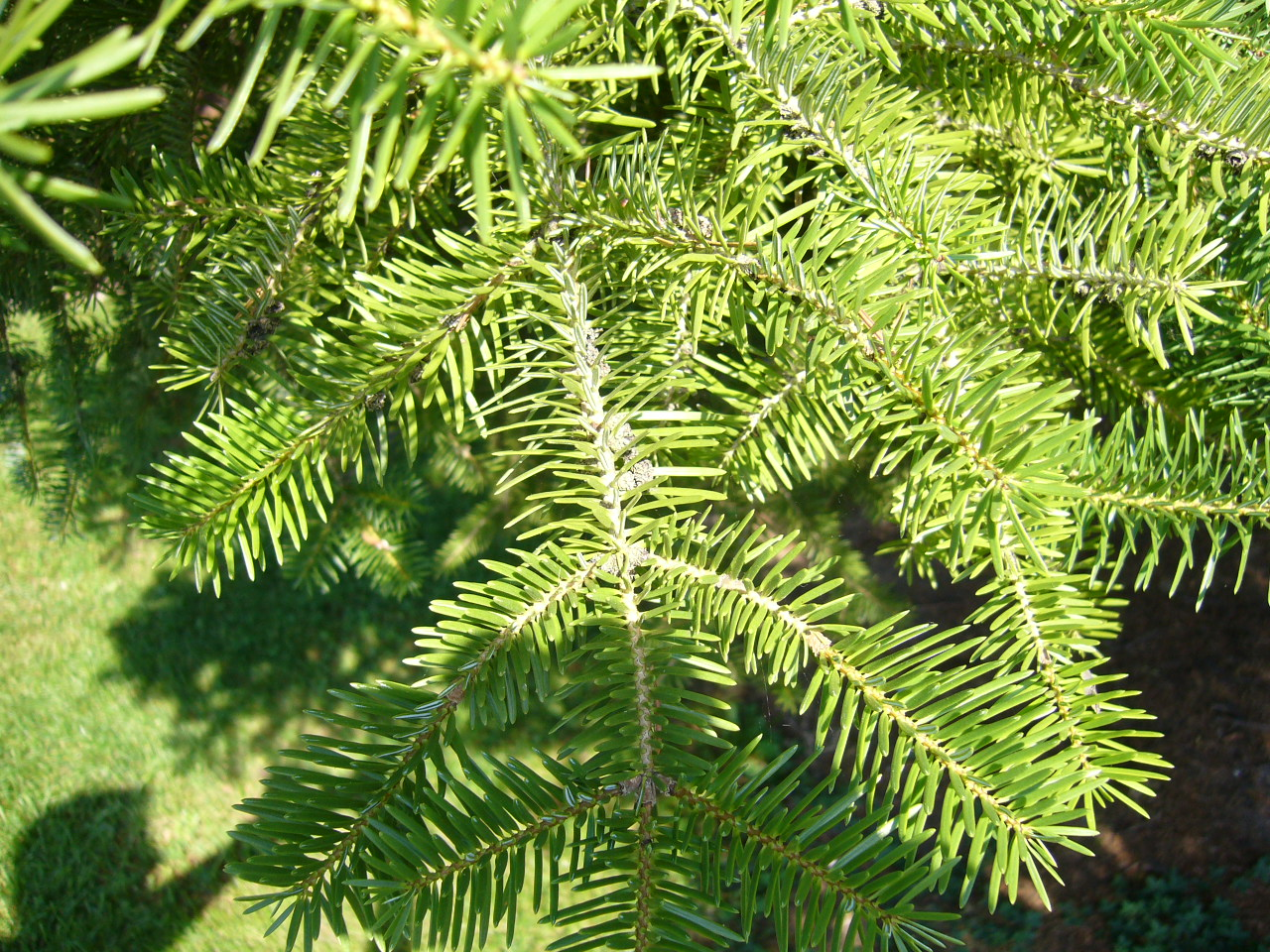
Веточки и хвоя пихты кефалинийской

Пихта кефалинийская представляет собой высокое (до 30 метров), широкое пирамидальное дерево (обхват ствола 2,7—4,5 метра, диаметр ствола до 1 метра) с густой кроной и длинными горизонтальными ветвями, покрывающими дерево по всей длине ствола.
Кора серо-бурая, в молодости гладкая, бороздчатая, состоящая из продолговатых пластин.
Молодые веточки голые, гладкие, блестящие; ярко-коричневые или красновато-коричневые. Почки яйцевидные или конические, смолистые, слегка опушённые, красновато-фиолетовые, хорошо заметные на верхушках побегов, 1,2—1,6 мм в диаметре.
Иглы короткие и узкие (15—18, иногда до 35 мм длиной и 2—3 мм шириной), утолщённые, блестящие, с острыми верхушками; тёмно-зелёные сверху и бледно-зелёные снизу, расположены на ветке довольно плотно, по спирали.
Мужские стробилы яйцевидные, 14 мм в длиной и 4 мм шириной. Шишки узкие, цилиндрические, с тупой вершиной, слегка смолистые, от фиолетового (до созревания) до коричнево-красного цвета; довольно крупные: 12—16 см длиной и 3,8 см шириной. Семенные чешуйки клиновидные, расширенные сверху. Кроющие чешуйки короткие (15—18 мм), прямые, золотисто-коричневые, составляют примерно 2/3 длины семенных чешуек.
Семена красноватые, с крылышками, 12—19 мм длиной.

## Экология

### Естественные условия произрастания
Родина пихты кефалинийской — горные районы Греции (700—1500 м) до озера Охрид на севере, а также острова Кефалиния (900—1300 м) и Эвбея. Растёт на высоте до 1700 метров, образуя небольшие сплошные или смешанные леса вместе с сосной чёрной (Pinus nigra) и сосной приморской (Pinus pinaster). Предположительно, этот вид можно встретить и на территории Турции.
Дерево занесено в опубликованный в 1998 году Красный список угрожаемых видов, категория NT (низкий риск, угроза возможна).

### Культивирование
Растение в культуре с 1824 года.
Теневыносливое и засухоустойчивое дерево, относительно морозостойко: переносит кратковременные морозы до минус 20—25 °С.
Растение предпочитает легкие (песчаные), средние (суглинистые) почвы, но может расти на тяжелых глинистых почвах. Предпочитает кислую (до pH=5) и нейтральную среду, но переносит и очень щелочные почвы. Может расти в полной тени, полутени и на свету. Требует влажную, но не переувлажнённую почву. Очень плохо переносит пересадку во взрослом возрасте. Не переносит загрязнение атмосферы.
Рекомендуемая зона выращивания: 5.
Размножают растение стратифицированными семенами, сажая их в марте (в открытый грунт) или феврале (в теплицы). Всхожесть семян низкая, сохраняется при правильно хранении до пяти лет. Молодая поросль появляется спустя 6—8 недель.

### Онтогенез
Пихта цветёт в апреле-мае, семена созревают в августе-сентябре. Растёт довольно быстро, срок жизни: 150—200 лет.
Легко скрещивается с другими видами пихт.

## Интродукция в России и на территории сопредельных государств
С 1846 года дерево растёт и плодоносит на Южном берегу Крыма в Никитском ботаническом саду, где является одним из наиболее ценных видов пихт. Групповые посадки пихты кефалинийской и единичные экземпляры можно встретить в Закавказье, южных и юго-западных областях Украины.